# 天野浩一
天野 浩一（あまの こういち、1979年4月12日 - ）は、香川県高松市出身の元プロ野球選手（投手）、野球指導者。

## 経歴

### プロ入り前
高松東高では元々は捕手か一塁手を務めていたが、地肩の強さを買われ2年夏に捕手から投手に転向。高校時代は3年の夏の県大会ベスト16が最高成績。その後四国学院大学に進み、四国六大学リーグ時代には1年の春からエースを務め、リーグ優勝5回をはじめ、最優秀新人賞・最多勝3回・最優秀防御率4回を受賞、リーグ通算30勝7敗。同校初出場となった2年の大学選手権では山井大介（奈良産大）と投げ合い完投も惜敗。4年の春、右足首に打球を受けて骨折し、秋の段階でも完治しておらず足にボルトを入れたままだった。
四国六大学リーグのレベルが低く見られていたことからほとんど注目されることはなかったが、広島東洋カープの中国・四国地区担当スカウトである白武佳久からはストレートのキレの良さやマウンド度胸などから「とにかく面白い素材の投手」と評され、前述の骨折後も「怪我さえ治れば必ず一軍で戦力になる」と白武からの評価は変わらなかった。結果、四国六大学リーグ初のプロ野球選手として、2001年度ドラフト10巡目で広島に入団。広島が9人以上の新人選手を獲得するのは1989年以来13年ぶりで、ドラフト外入団が廃止されてからは初めてのことだった。

### プロ入り後
2002年は、ルーキーながら中継ぎで13試合に登板し、防御率1.20の好成績を残す。
2003年は、防御率は3.00と昨年より落とすものの、自己最多の49試合に登板。5月18日の中日ドラゴンズ戦（ナゴヤドーム）でプロ初勝利を挙げた。
2004年は、45試合に登板するも、防御率は5.36と大きく落とした。
2005年は、14試合に登板し、防御率9.98であった。
監督が交代した2006年は一度も1軍に上がることができず、10月1日に戦力外通告を受ける。
その後、四国アイランドリーグで野球を続けることが決まり、広島の大先輩でOBの西田真二監督率いる地元・香川オリーブガイナーズに入団。
アイランドリーグ加入初年の2007年は、前期は主に先発、後期はリリーフを中心に起用され、41試合に登板。7勝6敗13セーブの成績で最多セーブのタイトルを獲得し、チームの前後期連覇に貢献した。オフに、11月17日と11月27日に行われた12球団合同トライアウトに参加するも獲得する球団は現れなかった。
2008年、ベースボール・チャレンジ・リーグの福井ミラクルエレファンツの選手兼任コーチに就任。主にクローザーとして登板、当時は延長戦がなかったことから同点の場面でも登場することが多く、リーグ2位の9セーブを挙げ活躍した。シーズン終了後、選手としては引退した。

### 引退後
2009年シーズンより、福井ミラクルエレファンツの監督に就任したが、前後期共に最下位に終わり責任を取って退任した。
2010年、古巣でもある地元の香川オリーブガイナーズの投手コーチに就任。福井の監督辞任後、他の独立リーグチームからも指導者として誘われていたが、監督の西田真二への恩返しの意味も込めて引き受けたと語っている。
2011年6月29日、成績不振により香川の投手コーチを辞任した。その後、2011年度は、ガイナーズアカデミー（香川オリーブガイナーズによる少年向け野球学校）の投手コーチ兼マネージメントを務め、2012年度はガイナーズアカデミー監督に就任した。2013年度は休止状態になったガイナーズアカデミーを個人で引き継ぎ、「AKGA天野野球塾」として活動したが2014年3月で活動を終了。
それ以降は香川県にある別の少年野球学校（香川ベースボールアカデミー）の監督を務めていた。
2018年3月7日、7年ぶりに香川の投手コーチに復帰することが発表された。3シーズン務め、2020年12月21日に同年シーズンの契約満了を持って退団することが発表された。

## 選手としての特徴・人物
現役時代は、中継ぎの中心投手として活躍した。持ち球にナックル、パームを持つ。サークルチェンジの変形型の変化球、カープチェンジを開発するなど研究熱心である。
2007年に、FM81.5など四国4局のバトルインディーズと言う企画で、『CATCH THE DREAM』という曲でインディーズデビューしている。本人は、「NPB復帰という夢をこの曲にこめており、自分だけでなくスポーツをするすべての人たちに夢に与えられる曲になるよう歌った」と、バトルインディーズ内で語っていたが、決勝進出は逃している。

### 背番号48について
天野は背番号「48」に並ならぬこだわりを持つ。四国学院大学在学中の2000年、同校新入生で天野と同じ4月12日（1981年）生まれの東条弘典とすぐに仲良くなるも、同年5月29日に東条は交通事故により他界。亡き東条の背番号もまた「48」で、天野は「現役続行の限り背番号は『48』を通す」と語っていた。福井・香川で指導者となってからも48番を付けていた。

## 応援歌について
天野は投手であるが、個人応援歌が存在し、南一誠の「広島東洋カープ選手別応援歌 2003」に収録されている。この応援歌は、CD収録限定のため一度も球場で流れたことはなかったが、変ロ長調のカノン進行で作られた美しい旋律であり、今でも応援歌ファンの中では人気の根強い楽曲である。

## 詳細情報

### 年度別投手成績
| 年 度     | 球 団     | 登 板 | 先 発 | 完 投 | 完 封 | 無 四 球 | 勝 利 | 敗 戦 | セ 丨 ブ | ホ 丨 ル ド | 勝 率 | 打 者 | 投 球 回 | 被 安 打 | 被 本 塁 打 | 与 四 球 | 敬 遠 | 与 死 球 | 奪 三 振 | 暴 投 | ボ 丨 ク | 失 点 | 自 責 点 | 防 御 率 | W H I P |
| --------- | --------- | ----- | ----- | ----- | ----- | -------- | ----- | ----- | -------- | ----------- | ----- | ----- | -------- | -------- | ----------- | -------- | ----- | -------- | -------- | ----- | -------- | ----- | -------- | -------- | ------- |
| 2002      | 広島      | 13    | 0     | 0     | 0     | 0        | 0     | 0     | 0        | --          | ----  | 61    | 15.0     | 10       | 0           | 3        | 0     | 0        | 14       | 0     | 0        | 2     | 2        | 1.20     | 0.87    |
| 2003      | 広島      | 49    | 0     | 0     | 0     | 0        | 2     | 4     | 0        | --          | .333  | 225   | 54.0     | 41       | 4           | 20       | 3     | 2        | 30       | 2     | 0        | 21    | 18       | 3.00     | 1.13    |
| 2004      | 広島      | 45    | 0     | 0     | 0     | 0        | 3     | 2     | 0        | --          | .600  | 207   | 47.0     | 52       | 8           | 14       | 0     | 2        | 39       | 2     | 0        | 29    | 28       | 5.36     | 1.40    |
| 2005      | 広島      | 14    | 0     | 0     | 0     | 0        | 0     | 0     | 0        | 0           | ----  | 82    | 15.1     | 26       | 7           | 9        | 2     | 2        | 9        | 2     | 0        | 22    | 17       | 9.98     | 2.28    |
| 通算：4年 | 通算：4年 | 121   | 0     | 0     | 0     | 0        | 5     | 6     | 0        | 0           | .455  | 575   | 131.1    | 129      | 19          | 46       | 5     | 6        | 92       | 6     | 0        | 74    | 65       | 4.45     | 1.33    |

### 記録
NPB
- 初登板：2002年8月7日、対阪神タイガース17回戦（広島市民球場）、8回表に3番手で救援登板、1回無失点
- 初奪三振：同上、8回表に矢野輝弘から空振り三振
- 初勝利：2003年5月18日、対中日ドラゴンズ8回戦（ナゴヤドーム）、5回裏二死に2番手で救援登板、1回1/3を無失点[3]

### 背番号
- 48 （2002年 - 2011年、2018年 - ）

### 年度別投手成績（独立リーグ）
| 年 度     | 球 団     | 登 板 | 完 封 | 勝 利 | 敗 戦 | セ 丨 ブ | 勝 率 | 投 球 回 | 与 四 球 | 与 死 球 | 奪 三 振 | 自 責 点 | 防 御 率 | 三 振 率 |
| --------- | --------- | ----- | ----- | ----- | ----- | -------- | ----- | -------- | -------- | -------- | -------- | -------- | -------- | -------- |
| 2007      | 香川      | 41    | 2     | 7     | 6     | 13       | .538  | 112.1    | 29       | 9        | 70       | 18       | 1.44     | 5.60     |
| 2008      | 福井      | 23    | 0     | 0     | 2     | 9        | .000  | 27.0     | 5        | 0        | 25       | 5        | 1.67     | 8.33     |
| 通算：2年 | 通算：2年 | 64    | 2     | 7     | 8     | 22       | .467  | 139.1    | 34       | 9        | 95       | 23       | 1.49     | 6.14     |

各年度の太字はリーグ最高
タイトル
- 最多セーブ（2007年）